# Mount Elliott (Mac-Robertson-Land)
Mount Elliott ist ein 1236,6 m hoher Berg im ostantarktischen Mac-Robertson-Land. In den Framnes Mountains ist er die höchste Erhebung des nördlichen Gebirgskamms der David Range.
Teilnehmer der British Australian and New Zealand Antarctic Research Expedition (1929–1931) unter der Leitung des australischen Polarforschers Douglas Mawson entdeckten ihn 1930. Eine Mannschaft der Australian National Antarctic Research Expeditions unter der Leitung des australischen Polarforschers John Mayston Béchervaise (1910–1998) bestieg ihn erstmals im Januar 1956. Das Antarctic Names Committee of Australia benannte den Berg im September 1956 nach dem australischen Meteorologen Frederick Winton Elliott (1928–2018), der von 1955 bis 1956 auf der Davis- und der Mawson-Station tätig war.